# Sintana
Sintana és un cràter sobre la superfície del planeta nan Ceres, situat amb el sistema de coordenades planetocèntriques a -44.63 ° de latitud nord i 51.54 ° de longitud est. Fa un diàmetre de 58 km. El nom va ser fet oficial per la UAI el tres de juliol del 2015 i fa referència a Sintana, divinitat de la mitologia colombiana que genera sòl fèrtil per a la sembra.